# Kastellbakken
Kastellbakken (kasneje preimenovana v Husebybakken) je zapuščena norveška skakalnica, odprta leta 1879. Nahajala se je v okrožju Ullern, predmestju Osla. Bila je velikosti približno 20 metrov, kar je bilo za tiste čase ogromno.

## Zgodovina
Na tej skakalnici je prvotno potekalo tekmovanje za Husebyrennet oz. Huseby Race. In sicer je tu v letih 1879−1891 potekala z izjemo leta 1880 in 1882, ko je tekmovanje potekalo v Akershusu. Leta 1892 so tekmovanje prestavili v sloviti Holmenkollen.
Tu sta bila v letih 1879 in 1881 dosežena dva svetovna rekorda. Prvega je z 20 metri postavil Norvežan Olaf Haugann, drugega pa z 22 metri prav tako Norvežan Sveinung Svalastoga. 

## Svetovni rekordi
- 1879  Olaf Haugann 20 m
- 1881  Sveinung Svalastoga 22 m